# Relações pessoais de Alexandre, o Grande

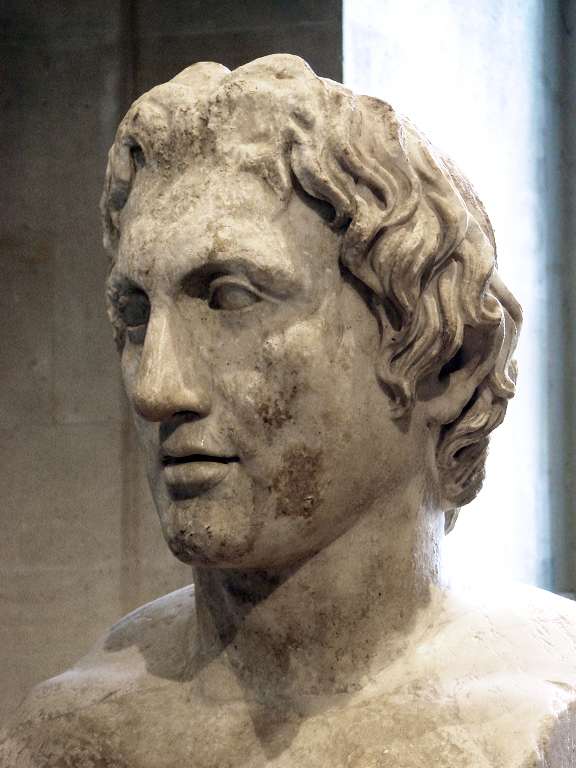
Um busto de Alexandre conhecido como Azara Herm. Cópia romana em mármore de um original de Lísipo, de (museu do Louvre). Segundo Plutarco, as esculturas de Lísipo representavam fielmente o famoso conquistador macedônio

O maior amigo e companheiro da vida inteira de Alexandre III da Macedónia foi Heféstion, filho de um nobre macedónio. Heféstion, para além de ser amigo pessoal de Alexandre, foi vice-comandante do seu exército. A sua morte deixou Alexandre completamente destroçado.
Alexandre casou com pelo menos duas mulheres, Roxana, filha de um nobre pouco importante, e a princesa persa Estatira II, filha de Dario III. O filho que Alexandre teve com Roxana, Alexandre IV, foi assassinado antes de chegar à idade adulta.

## A opinião dos seus contemporâneos
Alexandre foi admirado na sua época pela forma humana como tratava as suas amantes. Plutarco argumentou que as relações de Alexandre com as suas amantes foram sempre guiadas pela ética, tal como aprendera com o seu mentor, Aristóteles, dando vários exemplos da moralidade de Alexandre neste domínio:
| “ | Quando Filoxeno, o comandante do litoral, escreveu a Alexandre que tinha encontrado um jovem na Jônia cuja beleza nunca havia sido vista e lhe perguntou se ele (Alexandre) gostaria que o rapaz lhe fosse enviado, ele (Alexandre) respondeu de forma seca e decepcionada: "És o mais odioso e mau de todos os homens, alguma vez me viste envolvido de forma tão baixa que sintas necessidade de me tentar lisonjear com assunto tão hedonístico? | ” |
|   | — Plutarco. |   |

Plutarco escreveu também:
| “ | Quando Filoxeno, o comandante das suas forças no litoral, escreveu que tinha consigo um certo Teodoro de Tarento, que tinha dois jovens de beleza inultrapassável para vender, e inquiriu se Alexandre os queria comprar, Alexandre ficou zangado, e perguntou várias vezes aos seus amigos que acto vergonhoso seu teria Filoxeno presenciado para gastar o seu tempo a fazer-lhe propostas tão horríveis. | ” |
|   | — Plutarco. |   |

A atitude moral de Alexandre se tratando de relações sexuais também abrangia os prisioneiros de guerra:
| “ | Mas em relação às outras mulheres presas, reparando que eram extremamente nobres e belas, ele (Alexandre) apenas disse alegremente que as mulheres persas eram tormento para os olhos. E rivalizando com a beleza delas em sobriedade e auto-controlo, passou por elas como se fossem imagens sem vida em exposição. | ” |
|   | — Plutarco. |   |

Estas posturas de Alexandre são coerentes com a filosofia de Aristóteles, que considerava que as relações puramente carnais eram vergonhosas.

## Relações
Diodoro Sículo escreve: "então colocou o diadema persa e vestiu-se com uma túnica branca e com um 'sash' persa e tudo o resto excepto as calças e a camisa interior de manga comprida. Distribuiu capas debruadas a púrpura aos seus companheiros e arreou os cavalos com arreios persas. Para além disto, juntou concubinas ao seu séquito à moda de Dario, seleccionadas de entre todas as mulheres da Ásia pela sua beleza excepcional e em número não inferior ao dos dias do ano. Todas as noites elas desfilavam frente ao sofá onde estava o rei de forma a que ele pudesse escolher aquela com quem passaria a noite. Na realidade, Alexandre raramente procedia assim e normalmente limitava-se à sua rotina habitual, de forma a não ofender os Macedónios".
O historiador romano Quinto Cúrcio Rufo relata: "ele desdenhava os prazeres sensuais a tal ponto que a sua mãe tinha dúvidas sobre a sua capacidade de gerar descendentes." Conta-se que, para encorajar as suas relações com mulheres, o seu pai, Filipe II da Macedónia, e a sua mãe, Olímpia, terão mandado vir uma cortesã cara da Tessália, chamada Calixena.
Não há evidência que Alexandre tenha tido relações com mulheres fora do casamento, embora tenha casado três vezes: com Roxana da Báctria, Estatira e Parísatis, filha de Oco (Dario II). Teve pelo menos um filho, Alexandre IV da Macedónia, filho de Roxana, que nasceu pouco depois da morte de Alexandre, em 323 a.C. Pensa-se que Estatira poderia também estar grávida quando ele morreu; se isso for verdade, nem ela nem o seu filho participaram nas lutas pela sucessão de Alexandre. Pensa-se que poderia ter existido ainda outro filho, Heracles da Macedónia, de Barsine, filha do sátrapa Artabazo da Frígia, que se diz ter sido sua concubina em 327 a.C. Mary Renault discorda:
| “ | Não existe registo de tal mulher no seu séquito; nem de nenhuma reclamação sua, nem da sua poderosa família, de que ela tenha sido mãe de filhos seus. No entanto, doze anos depois da sua morte apareceu um rapaz, de dezessete anos de idade... um peão fugaz nas guerras de sucessão... nenhuma fonte indica que Alexandre tivesse mencionado um filho que, tendo o de Roxana nascido postumamente, seria o seu filho único em vida, por uma mão de sangue quase real. Num homem que gostava de dar o nome do seu cavalo e do seu cão a cidades, tal parece pouco crível | ” |
|   | — Mary Renault. |   |

### Heféstion

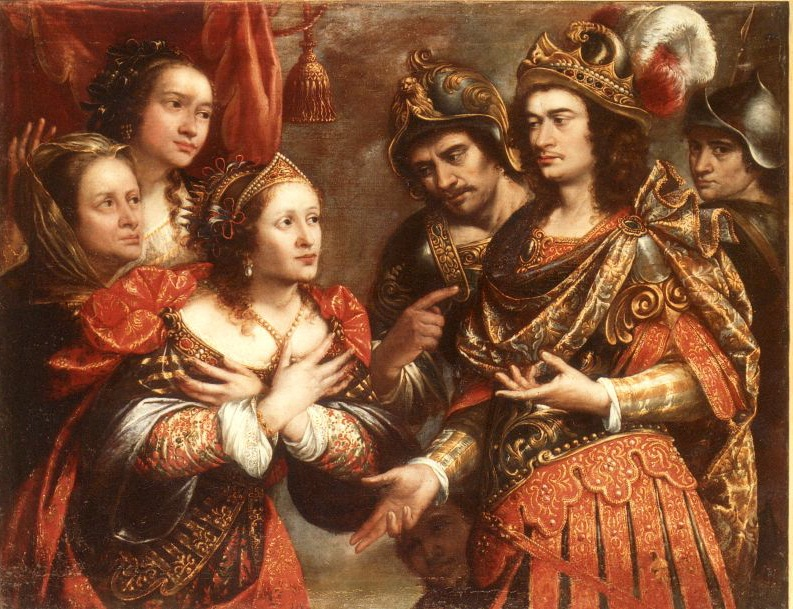
Estatira, Alexandre e Hefestion, Joost Susterman

Alexandre teve como melhor amigo, companheiro e seu comandante de cavalaria (hiparco) o seu amigo de infância, Heféstion. Estudou com Alexandre, tal como muitas outras crianças da aristocracia da Macedónia, sob orientação de Aristóteles. Heféstion é primeiramente mencionado na história quando Alexandre chega a Troia, onde os dois amigos ofereceram sacrifícios nos altares votivos dos dois heróis Aquiles e Pátroclo; Alexandre dedicando a sua oferenda a Aquiles e Heféstion a Pátroclo. Cláudio Eliano, na sua Varia Historia (12.7), conta que Heféstion "desse modo inferia que era o eromenos ("amado") de Alexandre, tal como Pátroclo tinha sido de Aquiles."
Nenhuma fonte contemporânea indica que Alexandre e Heféstion foram amantes; o historiador Paul Cartledge afirmou que "não é certo que a relação de Alexandre com Heféstion, ligeiramente mais velho, fosse alguma vez do tipo das que não ousam dizer o seu nome, mas é muito provável que tivesse sido. De qualquer forma, os costumes Macedónios e Gregos da época teriam favorecido uma componente sexual na relação, em vez de a inibir ou censurar." Robin Lane Fox diz que: "na juventude o seu grande amigo era Heféstion, e seguramente o elemento sexual (frequente nas cidades-estado gregas entre jovens do sexo masculino ou entre homens mais velhos e rapazes mais novos) já se teria então desenvolvido. Este tipo de relação sexual, entre homens, era vista como normal." Alexandre e Heféstion tornaram-se, nas palavras de Fox, "amigos excepcionalmente próximos e íntimos" até à morte de Heféstion, quando Alexandre o chorou demoradamente, deixando de se alimentar por vários dias. Alexandre organizou um funeral importante para Heféstion em Babilónia e enviou uma carta para o santuário de Ámon, que já antes o elevara ao estatuto de deus, solicitando-lhe que concedesse também a Heféstion honras divinas. Os sacerdotes declinaram, mas declararam-no herói divino. Alexandre acabou por morrer pouco depois de receber esta resposta; Mary Renault sugere que o desgosto pela morte de Heféstion teria levado Alexandre a descuidar a sua própria saúde.

### Campaspe
Campaspe, ou Pancaste, pode ter sido amante de Alexandre, talvez a primeira mulher com quem Alexandre manteve relações íntimas. Julga-se que era uma proeminente cidadã de Larissa na Tessália; Cláudio Eliano deu a entender que ela teria iniciado o jovem Alexandre no amor.
Uma lenda antiga, transcrita na História Natural de Plínio (35.79–97), mas de veracidade desconhecida, conta que Campaspe teria sido retratada por Apeles, famoso na Antiguidade Clássica por ser o maior de entre os pintores; vendo a beleza do retrato desnudo de Campaspe, Alexandre apercebeu-se de que o artista apreciava (e amava) Campaspe mais que ele próprio e decidiu ficar apenas com o retrato para si, cedendo Campaspe a Apeles. O historiador moderno Robin Lane Fox diz que "por isso Alexandre deu-lhe Campaspe como prenda, uma formidável recompensa de patrono, que ficaria como modelo de generosidade para mecenas e pintores até à Renascença".
A história é belíssima, mas pode ter sido inventada: Campaspe não é mencionada em nenhuma das cinco principais fontes existentes para a biografia de Alexandre. Robin Lane Fox refere que a origem da lenda pode estar nos autores romanos, Plínio, o Velho, Luciano de Samósata e  a Cláudio Eliano, na sua Varia Historia. Campaspe acabou por se transformar num pseudónimo genérico utilizado em poesia para referir à amante de um homem.

### Barsina
Barsina foi uma nobre persa, filha de Artabazo e casada com Memnon. Existem relatos de vários historiadores antigos sobre uma relação amorosa entre ela e Alexandre, depois da morte de Memnon. Plutarco escreve: "de qualquer forma Alexandre, ao que parece, julgou ser mais digno de um rei controlar as suas paixões que conquistar pela força os inimigos, pelo que nunca se aproximou destas mulheres, nem se relacionou com nenhuma antes do seu casamento com excepção de Barsine. Esta mulher, a viúva de Memnon, o comandante mercenário grego, foi capturada em Damasco. Tinha recebido educação grega, tinha uma personalidade suave, e reclamava descendência real, uma vez que era filha de Artabazo que tinha casado com a filha de um rei da Pérsia. Estas qualidades tornaram-na mais atraente para Alexandre, que foi encorajado por Parménio, tal como nos diz Aristóbulo, a ligar-se a uma mulher de tal beleza e nobre linhagem." Adicionalmente, Justino escreve: "ao contemplar mais tarde a fortuna de Dario, ficou cativado por tanta magnificência. E foi assim que começou a render-se a esplêndidos e luxuosos banquetes, e se apaixonou pela beleza da sua prisioneira Barsina, de quem teve mais tarde um filho a que chamou Herácles."
Esta história pode ser verdadeira, mas se o for, levanta algumas questões complexas. O rapaz teria sido o seu único filho a nascer durante a sua vida (o filho de Roxana nasceu postumamente). Mesmo que Alexandre o tivesse ignorado, o que parece ser muito improvável, tanto o Exército de Alexandre como os seus sucessores tê-lo-iam certamente conhecido, e tê-lo-iam certamente arrastado para as lutas de sucessão que se seguiram à morte de Alexandre. No entanto, apenas se menciona o rapaz doze anos após esta data, quando foi apresentado um rapaz como pretendente ao trono. Este rapaz teve apenas um papel muito breve nas lutas pela sucessão, e acabou por desaparecer rapidamente. O que parece mais provável é que o romance com Barsina tenha sido inventado pelos apoiantes do rapaz para validar as suas pretensões de parentesco.

### Roxana
Os historiadores antigos, tal como os modernos, descrevem o casamento de Alexandre com Roxana. Robin Lake Fox diz que: "Roxana tinha fama entre os seus contemporâneos como sendo a mulher mais bela de toda a Ásia, merecendo o seu nome iraniano de Roshanak, que significa "pequena estrela" (ou, provavelmente rokhshana ou roshna, que significam luz e iluminação). O casamento com uma família nobre local era muito sensato politicamente, mas  os comentadores da época indicam que Alexandre, então com 28 anos de idade, também se teria deixado levar pelo coração. O banquete de casamento foi organizado no alto de um dos rochedos de Sogdiana, onde Alexandre e a sua noiva partilharam um pão (que Alexandre, caracteristicamente, teria cortado com a sua espada), um costume ainda hoje existente no Turquistão."  Ulrich Wilcken escreve que "o melhor prémio que lhe coube foi Roxana, a filha de Oxíartes, na flor da juventude, e na opinião dos companheiros de Alexandre, sem contar com Estatira, a mulher de Dario, a mulher mais bonita que tinham visto na Ásia. Alexandre apaixonou-se completamente por ela e decidiu elevá-la à hierarquia de consorte."
Roxana acompanhou Alexandre até à Índia, e deu-lhe um filho que também foi chamado de Alexandre (Alexandre IV), e que nasceu seis meses após a morte de Alexandre, o Grande.

### Bagoas
Fontes antigas citam ainda a existência de um outro favorito, Bagoas, um eunuco de "excepcional beleza e na flor da juventude, com quem Dario tinha sido íntimo e com quem Alexandre também o seria." Plutarco reconta um episódio (também mencionado por Dicearco de Messina durante algumas celebrações no seu regresso da Índia) em que os homens do seu Exército clamam por um beijo de Alexandre ao rapaz: "soubémos também, que estando ele uma vez a assistir a uns concursos de canto e dança, tendo já bebido bastante vinho, e tendo o seu favorito, Bagoas, ganho o prémio de canção e dança, atravessou o teatro e tomou o seu lugar ao lado de Alexandre; quando reparam nisto os macedónios bateram palmas e, aos gritos, pediram ao rei que beijasse o vencedor até que, por fim, este o abraçou e beijou ternamente."
O historiador moderno Robin Lane Fox, considera que existe evidência directa e indirecta que sugere que existiu um "elemento sexual, desta vez de puro desejo físico" entre os dois, embora sobre a consumação dessa paixão comente que "bisbilhotice posterior presumiu que Bagoas foi amante de Alexandre. O que não está provado."
Relatos históricos descrevendo o amor de Alexandre por Heféstion e por Bagoas como sexual têm sido contestados por terem sido escritos vários séculos depois da ocorrência dos factos. Por outro lado, a maior parte da informação de que dispomos sobre Alexandre tem origem nestas mesmas fontes. Será necessário aqui salientar que o conceito de homossexualidade tal como o entendemos hoje, não existia na Antiguidade Clássica Greco-Romana. O amor de Alexandre por belos e jovens rapazes não era considerada transgressiva, ao contrário do seu persistente amor por um homem da sua idade.